# Repušnica
Repušnica je naselje u Sisačko-moslavačkoj županiji smještena kraj Kutine.

## Stanovništvo
Prema popisu stanovništva iz 2001. u Repušnici u 594 domaćinstva živi 1.946 stanovnika. Tako sada ima više od 2.000 stanovnika.
Stanovništvo je osobito ponosno na novosagrađenu crkvu Sv. Nikole Tavelića koja se počela graditi 1991. godine, te je blagoslovljena 14. studenog 1998. godine na dan svoga zaštitnika.
Uz vjerski život važno je spomenuti i športski, gdje NK Mladost Repušnica bilježi sjajne rezultate. Klub je osnovan 1934. godine i tako je drugi registrirani nogometni klub s kutinskog područja. ŠNK "Mladost" Repušnica natječe se u 1. ŽNL Sisačko-moslavačke županije.
Duga je i tradicija vatrogastva u Repušnici. Društvo je utemeljeno 16. lipnja 1927. godine i aktivno djeluje i danas. DVD Repušnica brojčano pripada najvećim društvima u sklopu Vatrogasne zajednice grada Kutine.
KUD "Repušnica" iz Repušnice, društvo je koje od 1930. godine čuva od zaborava vrijednu narodnu baštinu moslavačkog kraja. U svojih 30 godina kontinuiranog rada društvo je očuvalo svoje narodne nošnje, izvorne pjesme i plesove, te običaje svoga mjesta. Inicijator kulturnih događanja u svome mjestu. Društvo u posljednjih 30 godina bilježi 900 - tinjak nastupa kako u Hrvatskoj tako i u inozemstvu, tako je npr. 1993. repušnički KUD prvi, i jedini nastupao na Oktoberfestu u Münchenu s 50 članova te je predstavljao samostalnu Hrvatsku. Sudionik je brojnih međunarodnih, državnih, županijskih i gradskih smotri folklora. Društvo ima četiri aktivne sekcije: dječja, tamburaška, pjevačka i folklorna.
U selu Repušnica djeluje iRibolovna udruga "Hanja" koja se bavi očuvanjem tradicijskog ribolova PP Lonjsko polje. 
"Repušnički susreti" su tradicionalna kulturna manifestacija koja se kontinuirano održava od 1984. godine.[nedostaje izvor] Tijekom godina na manifestaciji su nastupali izvođači iz 80-ak mjesta iz Hrvatske i inozemstva. Posljednjih godina kulturni program odvijao se i u PP Lonjsko Polje. Manifestacija objedinjuje folklorni program izvornih skupina, izložbe slikara, izlaganja pučkih pjesnika, etno postave, prikaze starih zanata, vožnje kočijom, jahanje konja, edukativne radionice za djecu i mlade, športski program...
| broj stanovnika | 634   | 600   | 567   | 593   | 646   | 865   | 1211  | 1455  | 1506  | 1547  | 1622  | 1656  | 1821  | 1913  | 1946  | 1838  | 1552  |
|                 | 1857. | 1869. | 1880. | 1890. | 1900. | 1910. | 1921. | 1931. | 1948. | 1953. | 1961. | 1971. | 1981. | 1991. | 2001. | 2011. | 2021. |

## Poznate osobe
- Dragutin Pasarić

## Obrazovanje
Školstvo u Repušnici ima dugu i bogatu povijest. Školska zgrada prijavljena je 10. prosinca 1907. godine s prvim učiteljem Konradom Leuštekom koji je na vlastitu molbu premješten iz Kutine. 1988. godine u Repušnici je završena nova škola te 16. prosinca dolazi do preseljenja u zgradu škole. 

## Vanjske poveznice
- Službena stranica  Arhivirana inačica izvorne stranice od 13. travnja 2009. (Wayback Machine)
- KUD Repušnica
- Ribolovna udruga Hanja  Arhivirana inačica izvorne stranice od 23. lipnja 2013. (Wayback Machine)
- Šnk Mladost  Arhivirana inačica izvorne stranice od 5. lipnja 2012. (Wayback Machine)